# Померти заради
«Поме́рти зара́ди» (англ. To Die for, також часто  — «За що ва́рто поме́рти») — фільм Ґаса Ван Сента за сценарієм Бака Генрі за мотивами однойменного роману американської письменниці Джойс Мейнар. Ніколь Кідман отримала в 1995 році «Золотий глобус» за роль Сюзан в цьому фільмі, почавши ним своє яскраве сходження як акторки. 
Фільм знятий як документальна програма, гарно скомпонована серія інтерв'ю.

## Сюжет
Молода красива дівчина з провінційного американського містечка Little Hope (Маленька надія) Сюзан Стоун здобула гарну освіту на факультеті тележурналістики коледжу й марить бажанням працювати на телебаченні. Оточення її в цьому підтримує. У Сюзан, з першого погляду милу і невинну, закохується Ларрі Маретто. Його сім'я досить заможна, має італійське коріння і, здається, пов'язана з мафією. Ларрі працює барменом у батьковому ресторані, освіта в нього не найкраща — лише школа.
Ларрі та Сюзан одружуються. За гроші, які він збирав на навчання в університеті, Ларрі купує затишну хатинку для себе та Сюзан. Він дуже хоче дітей, але Сюзан мріє тільки про телебачення і здатна на все, щоб отримати роботу на телеканалі. Чоловіка вона, скоріше, зовсім не любить, але він підтримує всі її прагнення.
Сюзан влаштовується на роботу на місцевий телеканал — він маленький, а її обов'язок — всього лише розбирати пошту. В офісі її прозвали «дівчина-танк» — адже свіжі ідеї «з покращення роботи каналу» сипалися з неї як із рогу достатку. Нарешті Сюзан настільки дістала директора своїми пропозиціями, що той все ж поставив її в кадр — вести прогноз погоди (цікаво, що в програмі вона представляється своїм дошлюбним прізвищем — Стоун). На цьому запас ідей молодої зірки не закінчується — вона починає знімати документальний фільм із життя молоді — «Розмова з підлітками». Для цього героїня приходить у школу до старшокласників і пропонує їм взяти участь у зйомках. Погоджуються троє підлітків з неблагополучних сімей. Один із них — Джеймс (Джиммі) — закохується в Сюзан.
Тим часом Ларрі всерйоз замислюється про майбутнє сім'ї (до цього його підштовхує сестра, яка вважає, що свій фільм Сюзан відправить у Лос-Анджелес — на її думку, Сюзан треба якомога скоріше обтяжити дитиною, щоб вона спокійно сиділа вдома). Чоловік пропонує героїні працювати з ним — він всерйоз візьметься керувати рестораном, який йому передасть батько, при ресторані планується відкрити театр — де могла б усім заправляти Сюзан. Сюзвн, котра бажає прославитися, такий варіант не влаштовує — вона обіцяє чоловіку подумати.
Одного разу, коли Ларрі на вихідних їде з батьком у справах, Сюзан запрошує до себе підлітків, про яких знімає фільм. Там вона вперше зближується з Джеймсом. Відтоді вони регулярно зустрічаються.
За деякий час чоловік починає наполягати, щоб Сюзан ухвалила рішення з приводу роботи в ресторані. Вона вирішує позбутися чоловіка і вмовляє свого Джеймса вбити його. Джеймс погоджується. Дуже швидко його заарештовують і він зізнається, що мав сексуальні стосунки із Сюзан. Сюзан все заперечує — мовляв, підлітки підсадили її чоловіка на наркотики, а коли він спробував покінчити з цим і пригрозив їм поліцією, ті його вбили. Сюзан виправдовують. Однак батьки Ларрі (і особливо його сестра, котра героїні ніколи не вірила) впевнені — Ларрі вбили на замовлення Сюзан.
Після історії із судом Сюзан сподівається, що її кар'єра піде вгору — чекає на інтерв'ю з репортерами, запрошень до Голлівуду. Саме це її і губить — один із мафіозі (знайомий батьків Ларрі), представившись агентом з кіностудії, запрошує її на зустріч…
В результаті зірками стають лише підлітки, з якими працювала Сюзан, — школярка Лідія, Джеймс, який отримав довічне ув'язнення — але не вона сама…

## В ролях
- Ніколь Кідман — Сюзан Стоун-Маретто
- Метт Діллон — Ларрі Маретто
- Хоакін Фенікс — Джиммі Емметт
- Кейсі Аффлек — Рассел Хайнс
- Іллеана Дуглас — Дженіс Маретто
- Елісон Фолленд — Лідія Мертц
- Ден Гедайя — Джо Маретто
- Вейн Найт — Ед Грант
- Кертвуд Сміт — Ерл Стоун
- Девід Кроненберг — людина біля озера